# 1975 Голяма награда на Монако
1975 Голяма награда на Монако е 22-рото за Голямата награда на Монако и пети кръг от сезон 1975 във Формула 1, провежда се на 11 май 1975 година по улиците на Монте Карло, Монако.

## Репортаж
Единствената промяна по трасето е промяната на завоя Сен Дево, докато организаторите и отборите се съгласиха да участват само 18 състезатели за състезанието. Ембаси Хил участват без Ролф Щомелен, който се възстановява от контузиите получени в Барселона, докато болида на германеца е сериозно повреден. Хескет нае един от резервните си болиди за Торстен Палм, участник от Шведската Формула 2. В Уилямс, Жак Лафит се върна в тима, зад волана на FW04, докато Артуро Мерцарио, който е понижен след отказването му в Испания.

### Квалификация
Ники Лауда показа истинската потенциалност на Ферари 312T, печелейки пол-позиция с шест десети пред Шадоу-а на Том Прайс, в своята първа визита на княжеството. Съотборникът на Прайс, Жан-Пиер Жарие се класира трети, с Рони Петерсон до него на втора редица. Виторио Брамбила отново впечатли със скоростта си, записвайки пето време, докато Клей Регацони остана шести въпреки инцидент в четвъртък. Джоди Шектър, Карлос Паче, Емерсон Фитипалди и Карлос Ройтеман. От тези които не успяха да се класират са Лафит, Мерцарио, Греъм Хил (за когото това е последното му състезание като състезател), Боб Еванс, Роелоф Вундеринк, Палм, Лела Ломбарди и Уилсън Фитипалди.

### Състезание
В неделя, трасето е посрещнато от дъжд, който спря преди началото на състезанието. Организаторите обявиха че състезанието ще се проведе на мокро трасе и всички 18 пилота са с гуми за мокър асфалт. Лауда поведе колоната към Сен Дево, докато Прайс загуби позиции от Жарие, Петерсон и Брамбила. Жан-Пиер се опита да догони Ферари-то на австриеца, но не прецени добре завоя Табак и той удари предната лява гума в мантинелата. Така Петерсон оглави преследването с Прайс, Шектър, Фитипалди, Паче, Джеймс Хънт и Патрик Депайе, докато Брамбила се прибра в бокса за оглед по предното окачване.
Скоро Лауда, Петерсон и Прайс се откъснаха от Шектър, докато Йохен Мас с умерено каране успя да достигне до 10-а позиция, а Регацони спря за смяна на спукана гума. Прайс преследваше Петерсон, докато същото може да се каже и за Фитипалди преследвайки Шектър. Марио Андрети се прибра в деветата обиколка с горящ се ауспух, причинено от теч в маслото, преди огъня да бъде потушен с пожарогасител. Ройтеман, който нямаше особено добър уикенд се движи 13-и пред Алън Джоунс, Регацони и Брамбила.
В 14-а обиколка слънцето си проправи път през облаците, и трасето започна да изсъхва. Регацони е първия за смяна на гуми, но главно влезе в бокса защото той удари бариерата, следван от Хънт от седма позиция. Мас също спря, но Прайс се завъртя, свличайки се до пета позиция, преди и той да спре в 21-вата обиколка заедно с Паче и Джон Уотсън. Марк Донъхю и Ройтеман спряха в 23-та обиколка, а обиколка по-късно Лауда, Фитипалди и Шектър също смениха гумите. След като Петерсон спря в 25-а обиколка, Лауда си върна водачеството, пред Депайе и Джаки Икс, които още не са спрели в бокса. Фитипалди се намира четвърти, следван от Шектър и Паче, преди да окупират от второ до четвърто място, след като Депайе и Икс също спряха респективно в 26-а и 27-ата обиколка.
След като всички направиха по един стоп, Лауда поведе вече пред Емерсон, Паче, който изпревари Шектър за трето, Петерсон, Мас, Хънт, Депайе, Икс, Донъхю и Прайс, с Уотсън, Ройтеман и Джоунс затворени с обиколка, а Брамбила и Регацони с две. Водещото Ферари нямаше абсолютно никакви проблеми, докато Шектър се опиташе по всякакъв начин да си върне позицията си от Паче. Петерсон също е под напрежение от групата водена от Мас, Хънт и приближаващия се Депайе. Уотсън стана следващата жертва, след като се завъртя в опита си да избегне Марч-а на Брамбила, след което двигателя му изгасна. Междувременно Регацони удари мантинелите отново, този път отпадайки на шикана в 36-а обиколка, следван от Прайс няколко обиколки по-късно, след като заби задната част на болида в мантинелите поради завъртане.
Следващите жертви са Брамбила, чийто повреди по първата обиколка му попречиха да продължи, една от задните гуми на Хескет-а на Джоунс се откачи, а другия Хескет управляван от Хънт отпадна на Казино Скуеър, след удар с Тирел-а на Депайе, като англичанина е видимо недоволен от действията отстрана на французина. Донъхю също напусна в 67-ата обиколка, докато състезанието вече приближаваше два часа преди да бъдат направени 78 обиколки, заради стоповете и бавното темпо в първите няколко обиколки.
Така Лауда видя карирания флаг, след края на 75-а обиколка – забележително е че това е втора победа за Ферари на това трасе, след тази на Морис Трентинян през 1955. Фитипалди остана доволен с втората позиция пред Паче. Петерсон задържа четвъртата позиция, докато Мас е изпреварен от Депайе в последните обиколки. Шектър, Икс и Ройтеман са останалите финиширали.

## Класиране
| Поз | No | Пилот             | Конструктор    | Обиколки | Време/Отпадане | Място | Точки |
| --- | -- | ----------------- | -------------- | -------- | -------------- | ----- | ----- |
| 1   | 12 | Ники Лауда        | Ферари         | 75       | 2:01:21.31     | 1     | 9     |
| 2   | 1  | Емерсон Фитипалди | Макларън-Форд  | 75       | + 2.78         | 9     | 6     |
| 3   | 8  | Карлос Паче       | Брабам-Форд    | 75       | + 17.81        | 8     | 4     |
| 4   | 5  | Рони Петерсон     | Лотус-Форд     | 75       | + 38.45        | 4     | 3     |
| 5   | 4  | Патрик Депайе     | Тирел-Форд     | 75       | + 40.86        | 12    | 2     |
| 6   | 2  | Йохен Мас         | Макларън-Форд  | 75       | + 42.07        | 15    | 1     |
| 7   | 3  | Джоди Шектър      | Тирел-Форд     | 74       | + 1 Об.        | 7     |       |
| 8   | 6  | Джеки Икс         | Лотус-Форд     | 74       | + 1 Об.        | 14    |       |
| 9   | 7  | Карлос Ройтеман   | Брабам-Форд    | 73       | + 2 Об.        | 10    |       |
| Отп | 28 | Марк Донъхю       | Пенске-Форд    | 66       | Катастрофа     | 16    |       |
| Отп | 24 | Джеймс Хънт       | Хескет-Форд    | 63       | Катастрофа     | 11    |       |
| Отп | 26 | Алън Джоунс       | Хескет-Форд    | 61       | Колело         | 18    |       |
| Отп | 9  | Виторио Брамбила  | Марч-Форд      | 48       | Катастрофа     | 5     |       |
| Отп | 16 | Том Прайс         | Шадоу-Форд     | 39       | Катастрофа     | 2     |       |
| Отп | 11 | Клей Регацони     | Ферари         | 36       | Катастрофа     | 17    |       |
| Отп | 18 | Джон Уотсън       | Съртис-Форд    | 36       | Завъртане      | 6     |       |
| Отп | 27 | Марио Андрети     | Парнели-Форд   | 9        | Теч-гориво     | 13    |       |
| Отп | 17 | Жан-Пиер Жарие    | Шадоу-Форд     | 0        | Катастрофа     | 3     |       |
| НКл | 21 | Жак Лафит         | Уилямс-Форд    |          |                |       |       |
| НКл | 20 | Артуро Мерцарио   | Уилямс-Форд    |          |                |       |       |
| НКл | 23 | Греъм Хил         | Хил-Форд       |          |                |       |       |
| НКл | 14 | Боб Еванс         | БРМ            |          |                |       |       |
| НКл | 31 | Роелоф Вундеринк  | Инсайн-Форд    |          |                |       |       |
| НКл | 25 | Торстен Палм      | Хескет-Форд    |          |                |       |       |
| НКл | 10 | Лела Ломбарди     | Марч-Форд      |          |                |       |       |
| НКл | 30 | Уилсън Фитипалди  | Фитипалди-Форд |          |                |       |       |

## Класирането след състезанието
| Поз | Пилот             | Точки |
| --- | ----------------- | ----- |
| 1   | Емерсон Фитипалди | 21    |
| 2   | Карлос Паче       | 16    |
| 3   | Ники Лауда        | 14    |
| 4   | Карлос Ройтеман   | 12    |
| 5   | Йохен Мас         | 10.5  |
| 6   | Джоди Шектър      | 9     |
| 7   | Патрик Депайе     | 8     |
| 8   | Джеймс Хънт       | 7     |

| Поз | Конструктор   | Точки |
| --- | ------------- | ----- |
| 1   | Макларън-Форд | 26.5  |
| 2   | Брабам-Форд   | 25    |
| 3   | Ферари        | 17    |
| 4   | Тирел-Форд    | 13    |
| 5   | Хескет-Форд   | 7     |
| 6   | Лотус-Форд    | 6     |
| 7   | Шадоу-Форд    | 1.5   |
| 8   | Марч-Форд     | 1.5   |